# Wettersteine

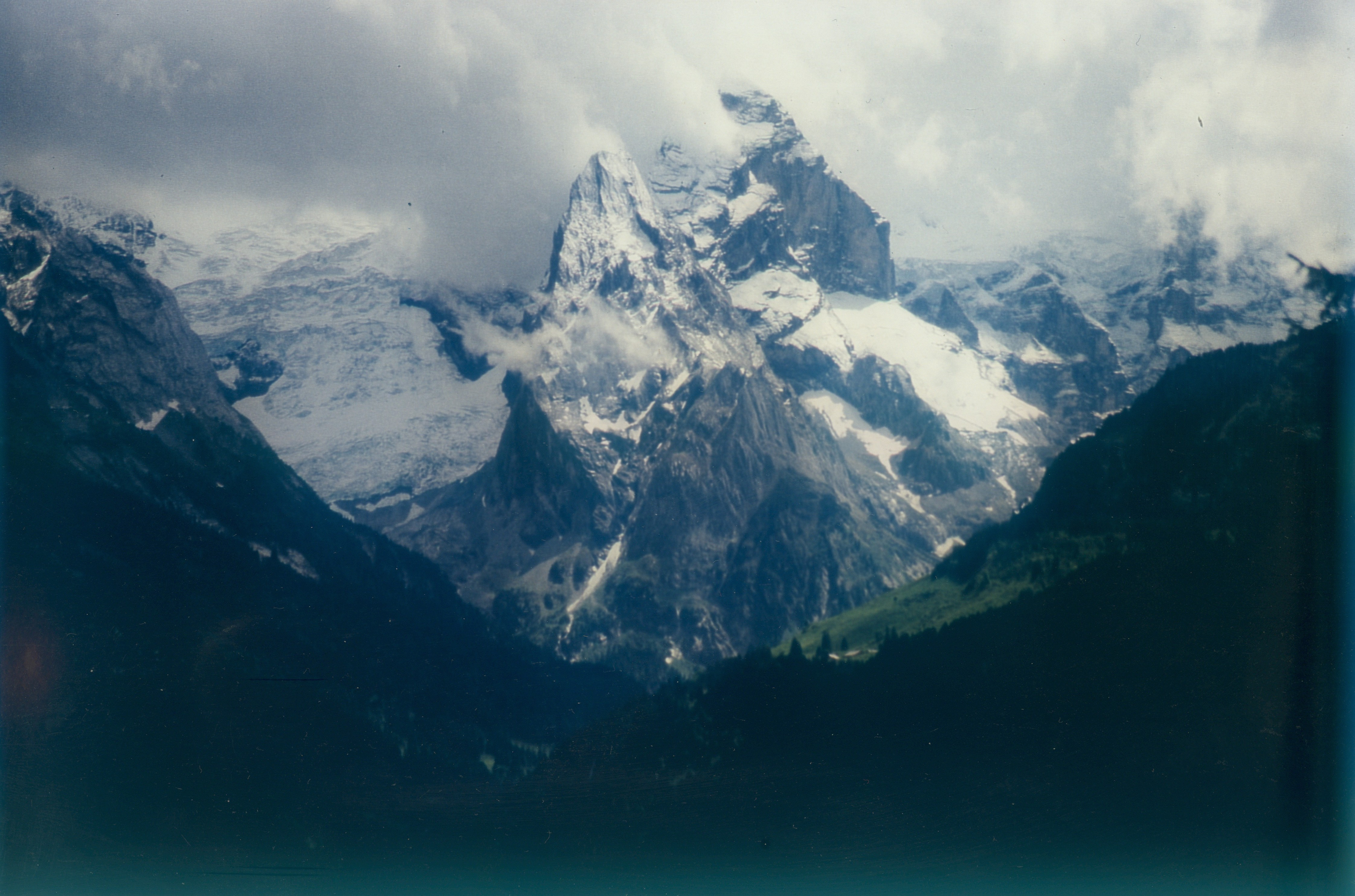
Das Wetterhornmassiv von Richtung Goldern aus; Coverbild zu Ungar (1997)

Wettersteine, gelegentlich auch einfach Geomorphologie betitelt, ist ein Lehrstück der Lehrkunstdidaktik, das ab 1988 entwickelt wurde und erstmals im Jahr 1997 durch den 1994 promovierten Geographen und Gymnasiallehrer Peter Ungar, einem Schüler Hansjörg Dongus’, umfassend publiziert wurde. Es basiert auf der 1965 veröffentlichten Vorlage 1. Beispiel: Erdgeschichte. bzw. Erdgeschichte, eine Lehrgangsskizze. des Didaktikers Martin Wagenschein, der seinerseits insbesondere vom Geologen Hans Cloos beeinflusst worden sein soll.
Das Lehrstück behandelt in genetischer Weise das Thema Geomorphologie und lebt insbesondere den Diskurs zwischen der Kataklysmentheorie von Georges Cuvier und dem von Charles Lyell weiterentwickelten Aktualitätsprinzip über die Zeiträume der Gebirgsentstehung nach. Da die Schüler in dem Lehrstück auch die eigene geomorphologische Umgebung erkunden sollen, das Lehrstück daher heimatkundliche Aspekte aufweist, variiert es in einigen Teilen zwingend mit dem Ort der Inszenierung.

## Die Vorlage Wagenscheins

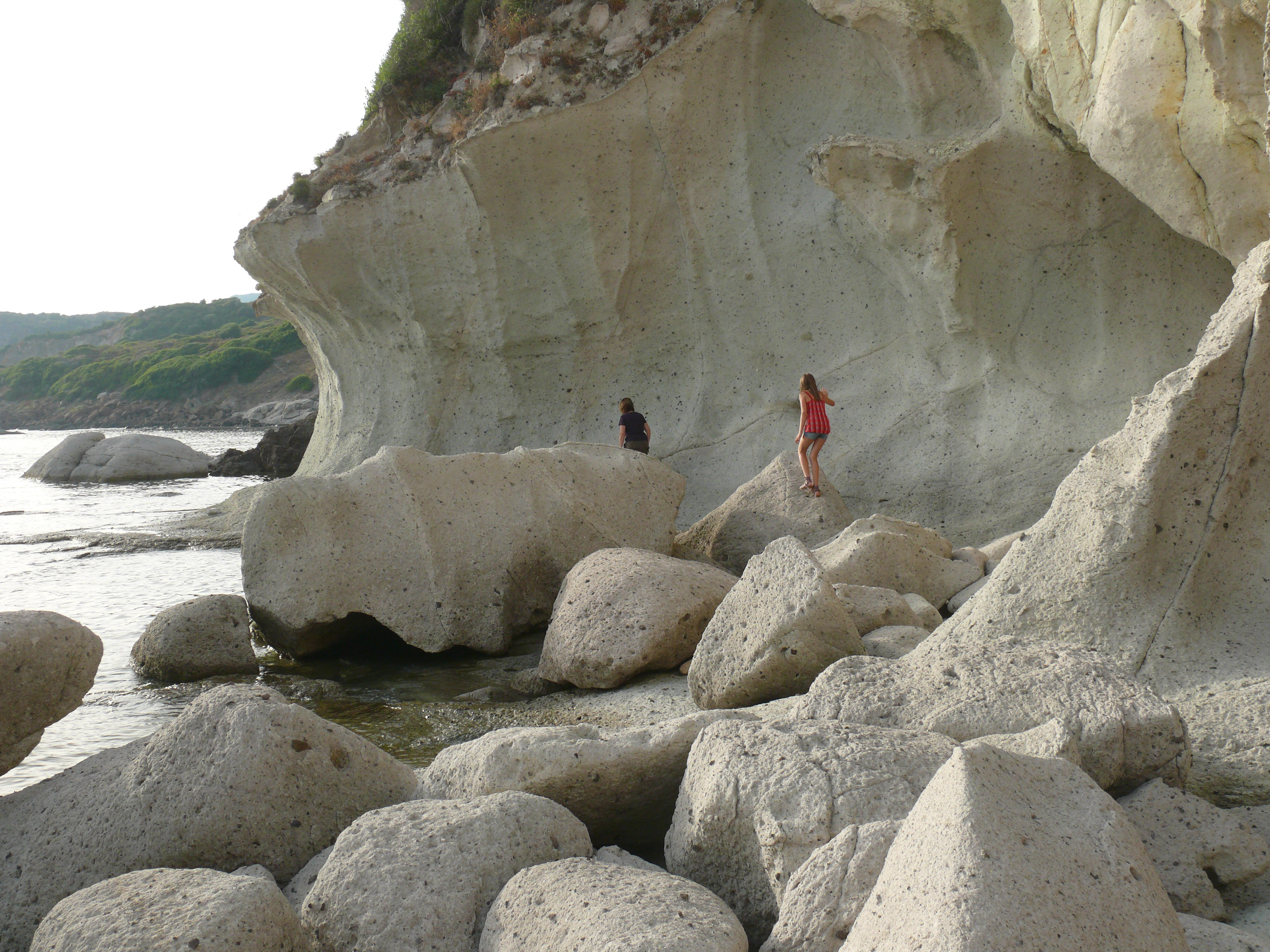
Brandungshohlkehle an der Westküste Sardiniens; in Ungars Lehrstück verwendetes Bild

Martin Wagenschein schlägt für seinen genetischen Lehrgang vor, zunächst Lichtbilder von Geröllhalden, Felsstürzen, Lawinen, Gletschern, Moränen, Flusstälern, Wasserfällen, Brandungsküsten, Flussdeltas etc. zu zeigen, und er geht davon aus, dass Fragestellungen der Art:
„Wie soll das enden? Alles geht zu Tal. Wird eine Zeit ohne Berge kommen?“
von selber kämen.
Nachdem die Aspekte der Einebnung und Versumpfung besprochen wären, will er genetisch auf die Gegenfragen:
„Gibt es keine Gegenkräfte? Woher sind die Berge gekommen? Sind sie etwa alle nur Erosionsinseln?“
zusteuern. Er vermutet explizit, der Vulkanismus würde als wichtige Gegenkraft spontan genannt werden. Wenn sich nun ergeben hätte, dass die Vulkane Begleiterscheinung, aber nicht die Ursache sind, und Gesteinsfaltungen in den Fokus rücken würden, käme der Schüler seiner Vermutung nach in die Nähe von Cuviers Katastrophentheorie, den er explizit zitiert:

„Schon aus großer Entfernung erkennt das Auge an der Auszackung ihrer Kämme und an den steilen Gipfeln … die Anzeichen ihrer gewaltsamen Erhebung … Die Zerreißungen, Biegungen und Kippungen, welche die ältesten Schichten aufweisen, lassen keinen Zweifel darüber, dass plötzlich und heftig wirkende Ursachen am Werk waren.“

Altersbestimmungen bei Gesteinen jedoch führten, wie auch die Erkenntnis „über sanfte, aber unablässige Hebungen oder Senkungen, wie das Aufsteigen der norwegischen und das Sinken der deutschen Nordseeküste“ letztlich zu Lyells Einsicht,

„dass frühere Geologen auf Jahrtausende schlössen, wo die Sprache der Natur auf Jahrmillionen hindeutet, … Der Forscher gelangt zu der Überzeugung, dass die wirkenden Ursachen immer dieselben bleiben.“

Was zu der vom belgischen Geologen Roger Gheyselinck in einem bekannten Buchtitel von 1938 hervorgehobenen These einer „ruhelosen Erde“ führe.
Wagenschein beklagt, dass „die Wirklichkeit der Erde (...) sonst in der Schule nicht mehr anwesend“ sei und stellt dazu das Fazit ans Ende seines Lehrgangs:

„Vielleicht kann sie es nicht mehr überall sein; um so mehr muss sie es bei fundamentalen Einsichten. Und gerade die Erdgeschichte sollte wohl immer genetisch gelehrt werden. Denn auch die biologische Evolutionstheorie kann nur Wirklichkeitscharakter gewinnen, wenn die geologischen Zeiträume nicht nur Information an uns, sondern Ereignis in uns geworden sind.“

## Die Entwicklung von Ungars Lehrstück

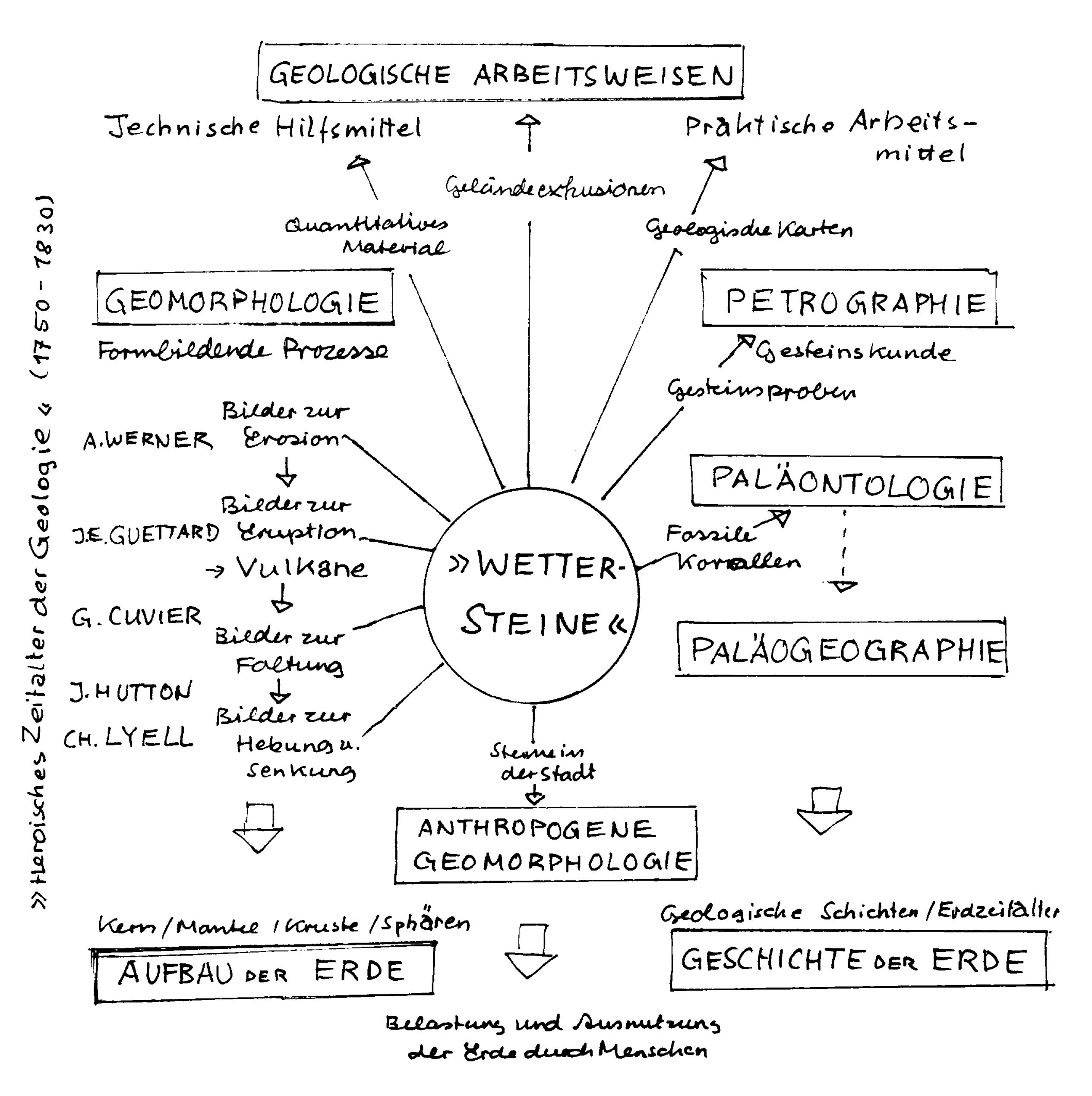
„Thematische Landkarte“ zu den Wettersteinen, handgezeichnet von Theodor Schulze

Peter Ungar stellt in seiner Publikation vom Jahr 1997 nicht schon zu Anfang das finale Lehrstück nach seiner neunjährigen Entwicklung vor, sondern durchläuft zunächst vier verschiedene Inszenierungen seit 1988. Sein Fokus liegt weniger auf der „‚Inszenierung‘ eines fertigen Lehrstücks und den daraus entspringenden Erfahrungen der Lehrenden und Lernenden“, sondern vielmehr auf der „schrittweisen Ausdifferenzierung der Lehridee im Durchgang durch mehrere ‚Aufführungen‘“. Dabei übernehmen es die Herausgeber Hans Christoph Berg und Theodor Schulze, die Historie der erdgeschichtlichen Betrachtungen vorab zu skizzieren:
Noch im Jahr 1741 hatte der Theologe Johann Albrecht Bengel, wie ein Jahrhundert zuvor Bischof James Usher, das Alter der Erde auf 3943 Jahre bis zu Christi Geburt „berechnet“. Zur gleichen Zeit schloss der französische Naturforscher Georges-Louis Leclerc de Buffon jedoch aus der Abkühlungsgeschwindigkeit großer Massen bereits auf einen Zeitraum von 75 000 Jahren, was längst deutlich nach oben in den Milliardenbereich korrigiert worden ist. Im laut Brockhaus „heroischen Zeitalter der Geologie“ stritten zunächst Plutonisten und Neptunisten und schließlich Georges Cuviers Kataklysmentheorie gegen James Huttons Prinzip des Aktualismus, bis Charles Lyell dem zweitgenannten zum Durchbruch verhalf. Entscheidend für die neue Sicht auf die Erdgeschichte wurden Sammlungen, Messungen, Zuordnungen und Kartographien, hinter denen die Theorieerschließung auf Basis von unmittelbarer Phänomenbetrachtung zurücktrat.

### Die Inszenierungen in Marburg, Goldern, Frankfurt und Amöneburg

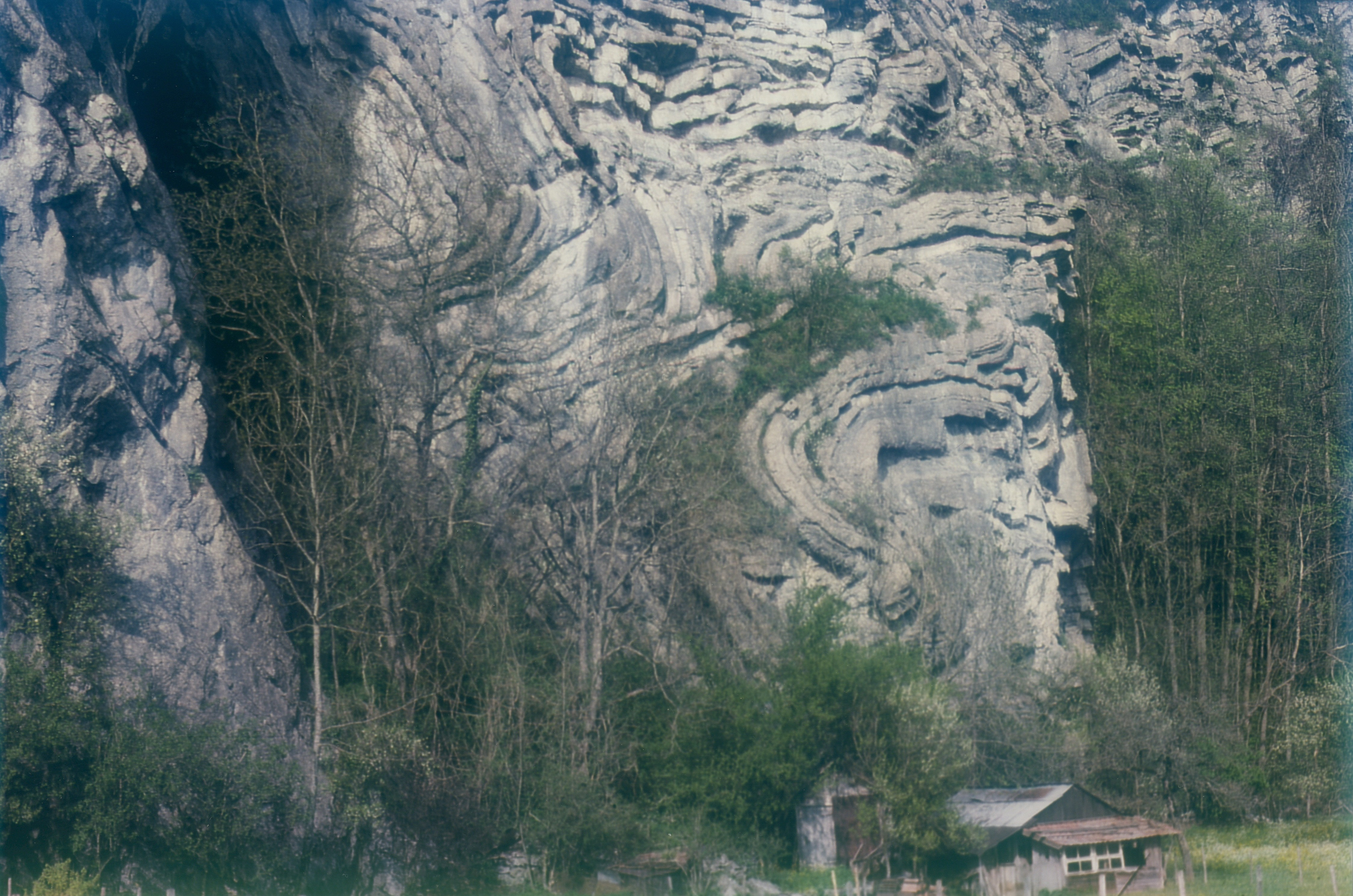
Stark gefaltete Sedimentgesteine an einem Prallhang des Aaretals unweit Golderns; Bild aus Ungar (1997)

Ungars erste Annäherung an Wagenscheins Skizze im Jahr 1988 ist eine Exkursion mit studentischen Seminarteilnehmern der Philipps-Universität Marburg. Von einer „Inszenierung“ kann dort wohl noch nicht die Rede sein; wohl aber testet sich Ungar an seiner Idee, Wagenscheins Einführung über Bilder durch eine unmittelbare Betrachtung vor Ort zu ergänzen.
Die erste wirkliche Erprobung findet dann im Jahr 1990 an der geschichtsträchtigen Ecole d’Humanité in Goldern (heute Ortsteil von Hasliberg), Kanton Bern, vor einer 9. Klasse statt. Dort erprobt Ungar erstmals eine zusätzliche Erweiterung der wagenscheinschen Vorlage durch eine gesteinskundliche Untersuchung. Die Schüler bekommen die Aufgabe, mitgebrachte Gesteinsproben zu kategorisieren, was zu den vier Gruppen Tiefengesteine (Plutonite), Ergussgesteine (Vulkanite), Ablagerungsgesteine (Sedimentgesteine) und Umwandlungsgesteine (Metamorphes Gestein) führen soll. Die eigentliche Sogfrage entsteht aus dem Fund mariner Sedimente (Korallen) in 2400 m Höhe in den Alpen:
„Wie können die Berge vom Meeresniveau in alpine Höhen gestiegen sein?“
Diese Frage führt zunächst zu Cuviers „Katastrophen“ und schließlich, von diesem wieder weg, zu Lyells Aktualismus.

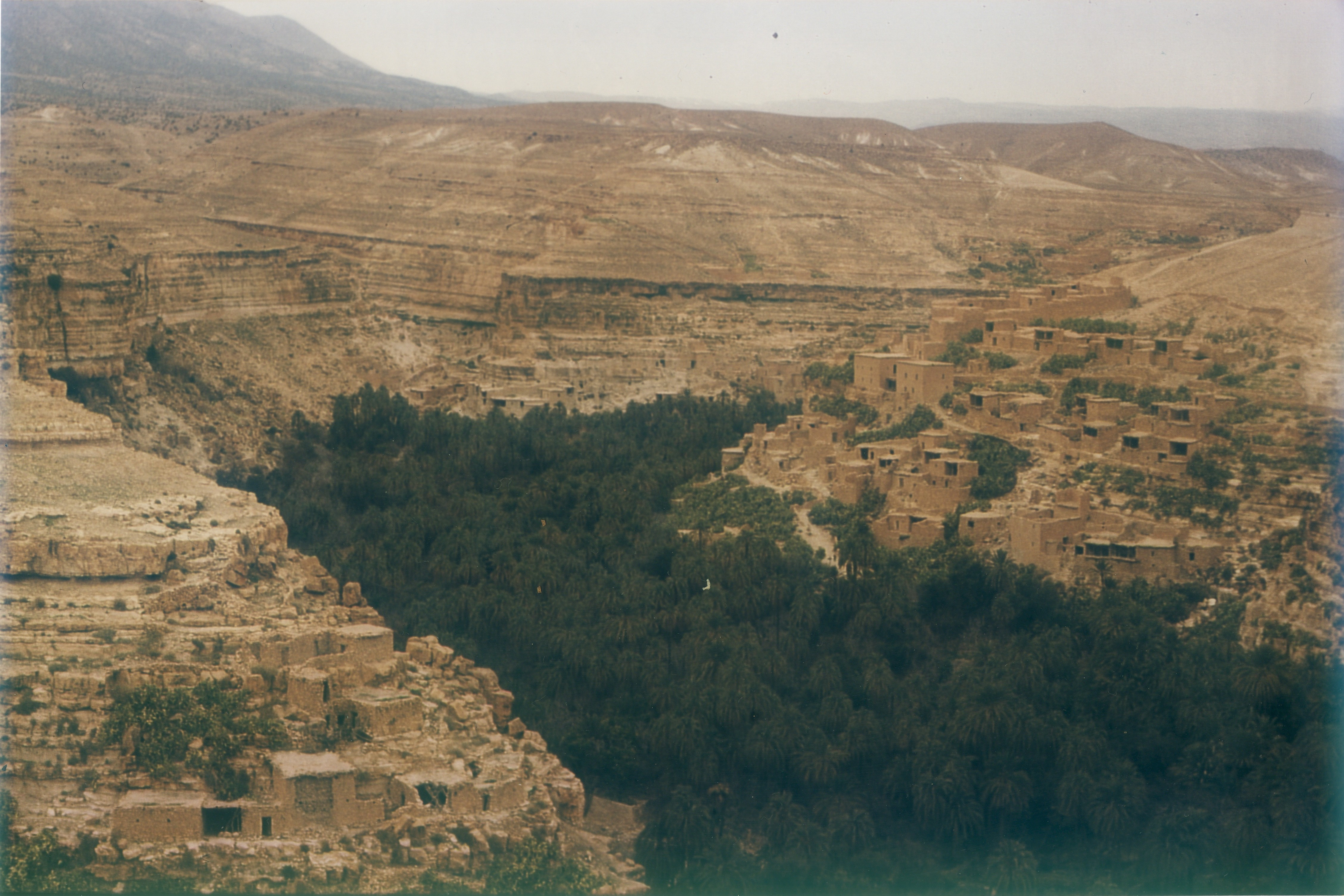
In Schichtkalken der südlichen Atlas-Abdachung eingesenkte Flussoase bei Biskra (Algerien), wie mit der Frankfurter Klasse zur Abnahme des Talprofils verwendet; aus Ungar (1997)

Im selben Jahr (1990) findet die zweite komplette Inszenierung vor deutlich jüngerer (Klasse 5) Schülerschaft an der Carl-Schurz-Schule in Frankfurt-Sachsenhausen statt. Ungar ergänzt hier die Inszenierung um eine Betrachtung zu Talprofilen, wobei er sich einer von seinem Lehrer Hansjörg Dongus verwandten Methode bedient: Ein Dia wird auf eine Tafel projiziert und der Lehrende zeichnet linienhaft das Talprofil ab, das nach Abstellen des Projektors dann für sich an der Tafel erkennbar wird. Die Schüler werden schließlich vor die Aufgabe gestellt, die Entwicklung eines aktuellen Talprofils über größere Zeiträume hinweg zeichnerisch zu suggerieren, was vor allem die einebnerischen Faktoren in den Vordergrund stellt. Aus organisatorischen Gründen findet der Ausflug in Form einer Stadtexkursion statt, in der die Gesteine der Häuser Sachsenhausens kategorisiert werden sollen. Nachfolgend wird die Herkunft der jeweiligen Gesteine aus Frankfurts Umgebung (Sandsteinspessart, Vogelsberg, Taunus, Vorderer Odenwald) zugeordnet und die Schüler haben die Aufgabe, aus diesen Zuordnungen eine grobe geologische Karte der Umgebung zu zeichnen. Hieran schließen sich die bereits etablierten Elemente des Lehrstücks (Interpretation von Korallenfunden in den Alpen, Katastrophentheorie und Aktualismus) an.

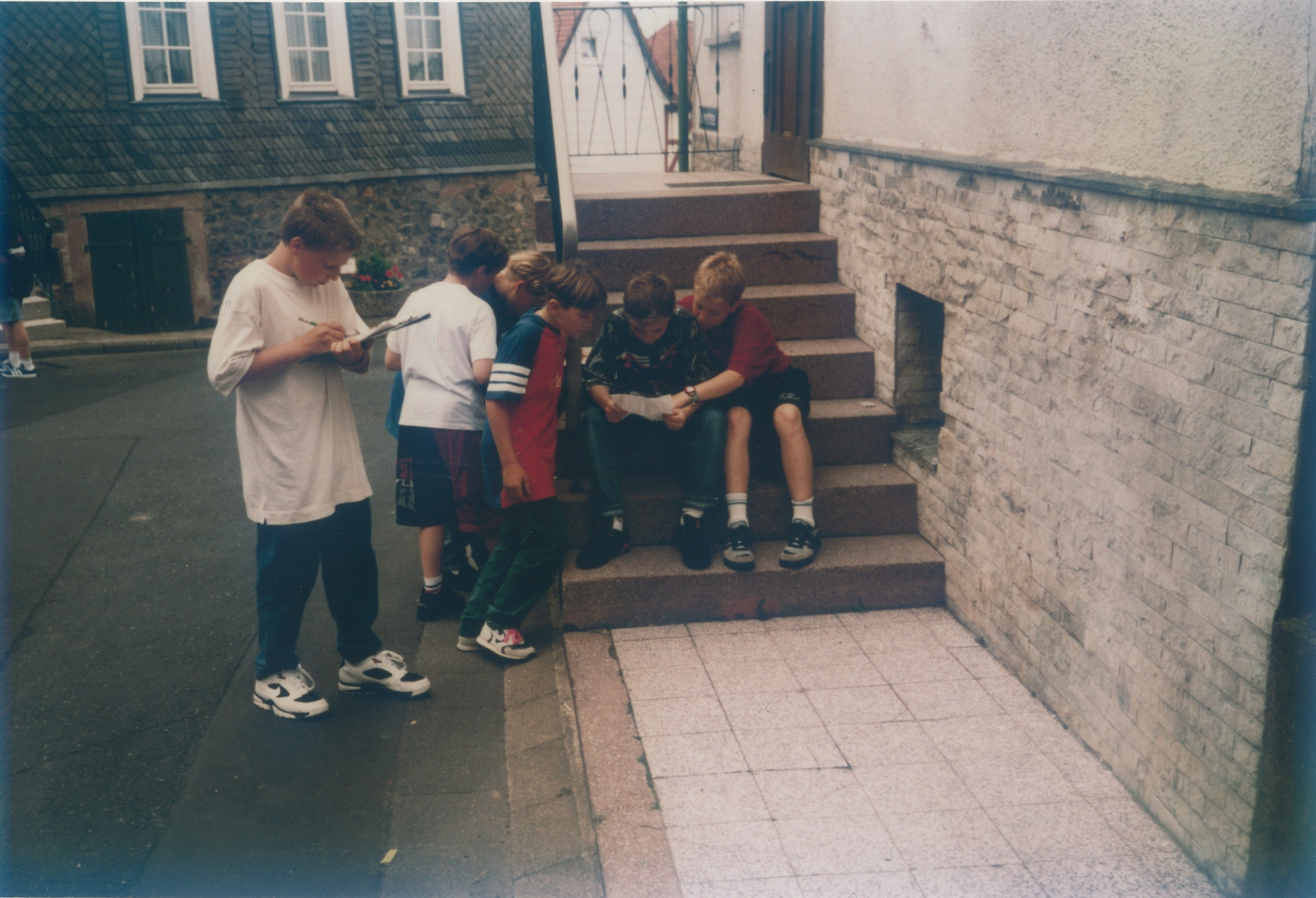
Amöneburger Schüler bei der geologischen Stadtexkursion; Bild aus Ungar (1997)

Im Jahr 1995 findet schließlich, nach einer fünfjährigen „Konsolidierungsphase“, die letzte dokumentierte Inszenierung Ungars vor einer 6. Klasse der Stiftsschule St. Johann auf dem Basaltkegel der mittelhessischen Amöneburg statt. Der hier unmittelbar sichtbare Vulkanismus rückt etwas stärker in den Fokus und wird auch in einer Exkursion zu einem Aufschluss näher untersucht. Ansonsten werden die Lehrstückelemente aus Frankfurt wieder eingesetzt und zum Teil optimiert.

### Die resultierende Lehrstückfabel
Insgesamt wurde Wagenscheins Urfassung um die folgenden Aspekte erweitert:
- Geländeexkursionen
- gesteinskundliche Teile
- marine Fossilien in den Alpen als „Aufhänger“ und Motiv für die entsprechende Sogfrage
- erkenntnistheoretische Exkurse

Wert legt Ungar darauf, dass alle Phänomene nicht nur eingangs, sondern nach dem Gewinn der jeweiligen Erkenntnisse noch einmal betrachtet werden, wie es Wagenschein in Das Fallgesetz im Brunnenstrahl explizit zum Thema macht, in der Erdgeschichte jedoch nicht noch einmal konkret aufführt.
Insgesamt gliedert er sein Lehrstück in vier Akte:

#### I. Akt: Beunruhigende Aussichten: Alles geht zu Tal
Am Anfang steht das vorwissenschaftliche Staunen, das auch Motiv für die Schüler sein soll, sich aus inneren Motiven heraus dem Thema zuzuwenden. Eine Geländeexkursion vor Ort bildet den Einstieg, daraufhin führt die Präsentation von Bildern sehr suggestiver Phänomene der Abtragung und Erosion aus aller Welt zur Frage, wie sich die Landschaft durch diese Kräfte längerfristig verändern müsste. Die Schüler bekommen die Aufgabe, eine solche Entwicklung exemplarisch in einer Bildergeschichte festzuhalten. Es können auch Beispiele angeführt werden, in denen die Abtragung in Zentimetern pro Jahr messbar ist.

#### II. Akt: Vulkane als Gegenkraft
Eine aus Schülersicht sehr gut nachvollziehbare Gegenkraft, die der Einebnung im Wege steht, geht von den Vulkanen aus. Die mächtigen Vulkangebirge Mittelamerikas oder Indonesiens wie auch Vesuv, Ätna oder die Zeugen vulkanischer Aktivitäten in Deutschland lassen die Frage in den Raum stellen, ob die Entstehung aller Berge auf Vulkanismus zurückzuführen sei.

#### III. Akt: Überprüfung mit Hilfe von Gesteinskunde
Der Akt beginnt mit der Betrachtung und Kategorisierung mitgebrachter Gesteinsproben verschiedener Herkunft. Von den sicht- und fühlbaren Eigenschaften wird schließlich genetisch auf deren Entstehung geschlossen. Hierzu müssen auch Thesen in den Raum gestellt werden, auf welche Weisen Gesteine überhaupt entstehen können.
Je nach Lokalität kann der gesteinskundliche Teil durch eine Geländeexkursion oder eine geologische Stadtexkursion ergänzt werden; im Falle einer Stadtexkursion bietet sich ein ergänzender Exkurs in die Stadtgeschichte an. Nachdem die Herkunft der verschiedenen Gesteine zugeordnet ist, kann von den Schülern unter Zuhilfenahme eines Atlanten eine grobe geologische Karte der Umgebung gezeichnet werden.
Erkenntnis ist zum einen, dass die meisten Gebirge offenbar nicht vulkanisch sind und zum anderen, dass sich überdies erstaunlich viele marine Gesteine in den Mittel- oder gar Hochgebirgen finden.

#### IV. Akt: Wie wird aus Meeresboden Hochgebirge: Korallen in den Bergen

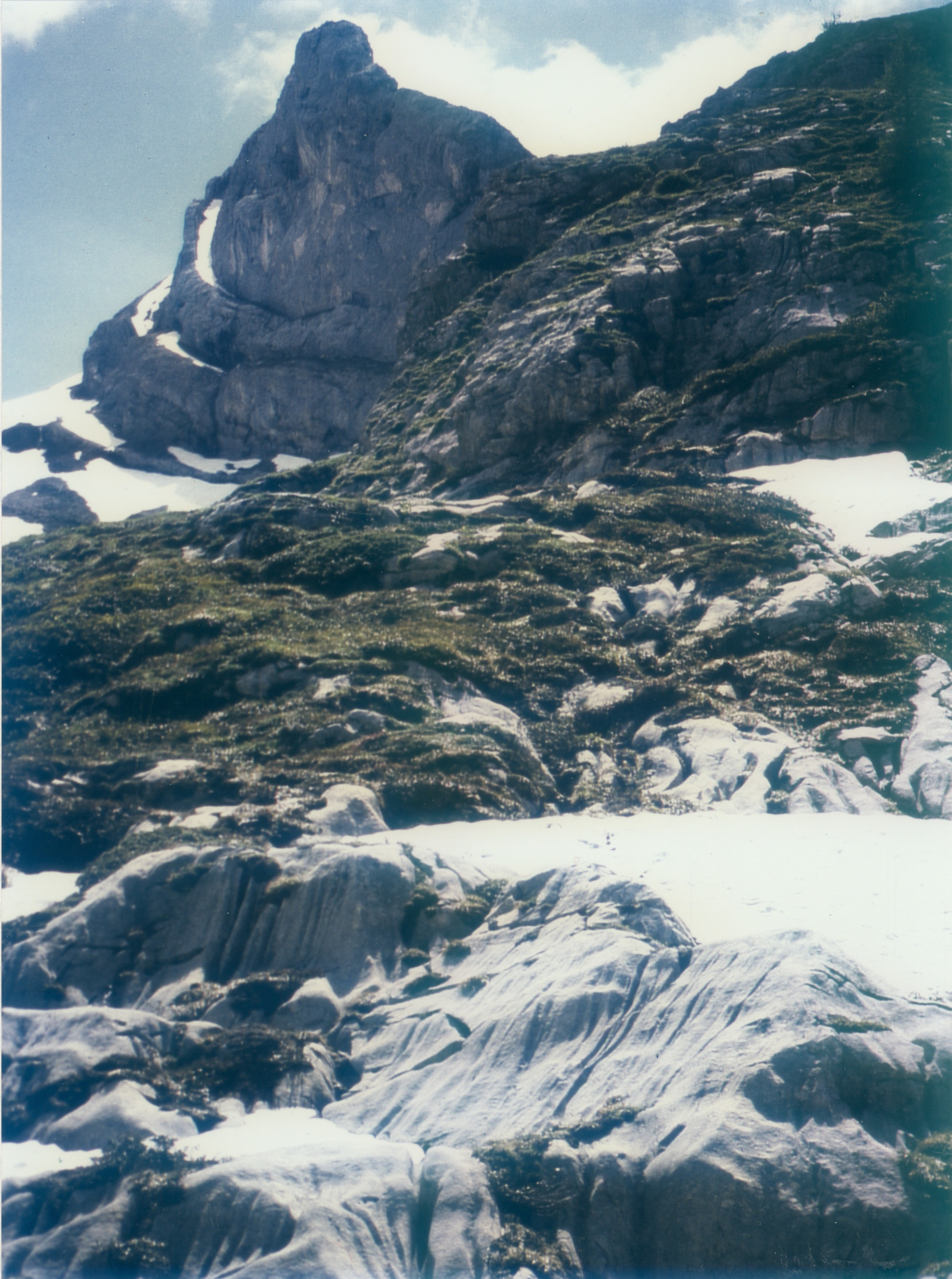
Gebogene Kalkschichten in den französischen Kalkalpen auf über, Fundort einer fossilen Koralle (aus Ungar 1997)

Korallenfunde in den Alpen stellen die Frage in den Raum, ob es möglich wäre, dass der Meeresstand zu früheren Zeiten entsprechend höher gewesen wäre, was Schüler in der Regel allein aus Erhaltungsgesetzen heraus selber falsifizieren können. Nachdem eine „Sintfluttheorie“ also ausscheidet, wird Cuviers Katastrophentheorie umrissen und kritisch geprüft.
Das in Jahresabständen gut messbare Ansteigen der schwedischen Schärenküste gegenüber der Senkung der deutschen Nordseeküste deutet letztlich an, dass auch „langsame“ Kräfte entsprechende Wirkung haben können, wenn man ihnen Zeit ließe. Die heute gut messbare Erkenntnis, dass sich auch Alpen und Himalaya Jahr für Jahr erkennbar anheben, lässt Lyells Aktualismus schließlich den Vorrang gewinnen. An dieser Stelle bietet sich auch ein Ausflug in die Erkenntnistheorie an.
Nachdem die Plattentektonik in ihren Grundzügen erörtert worden ist, wird schließlich ein Rückblick aus höherer Warte auf alle bislang betrachteten Phänomene vollzogen.

## Spätere Varianten
Vor allem in der Schweiz, wo Martin Wagenschein und die Lehrkunst sich einer besonderen Beliebtheit erfreuen, hat es seit Ungars Erstpublikation diverse Inszenierungen gegeben. Schriftlich dokumentiert wurden die folgenden:

### Thuner Variante
Urs Zurschmiede, Lehrer am Gymnasium Thun, hat im Jahr 2001 eine „Thuner Variante“ von Ungars Lehrstück entwickelt, die sich besonders an Ungars Goldener Inszenierung orientiert.
Die Akte lauten:
- I. Akt: Alles geht zu Tal
- II. Akt: Wegener erlischt Vulkane
- III. Akt: Steinhartes Lernen macht Spaß
- VI. Akt: Der Himmel um Thun ist Meeresboden
- V. Akt: Gesamtschau

Zurschmiede erweitert insbesondere den ersten Akt einerseits deutlich, indem er ihn in eine vierteilige Geländeexkursion und einen Diavortrag aufteilt, kürzt ihn aber andererseits um die zeichnerische Aufgabe. Der Name Alfred Wegeners im Titel des zweiten Aktes deutet bereits an, dass Zurschmiede Ungars vorläufige These, alle Berge entsprängen dem Vulkanismus, von vornherein nicht halten kann, da Schülerinnen bereits Wissen über die Kontinentaldrift mitbringen.

### Trogener Variante
Im Rahmen eines dreijährigen Projektes der Lehrkunstwerkstatt an der Kantonsschule Trogen gehörte eine Inszenierung am Alpsteinmassiv durch die dortigen Lehrer Hans Aeschlimann und Werner Meier zum Standardprogramm. In ihrem „Auftakt“ trifft die Geographie zunächst auf die durch Meier vertretene Disziplin Bildnerisches Gestalten, wenn es Aufgabe der Schüler ist, die gesehene Bergkulisse zu zeichnen. Der „Alpenmaler“ Caspar Wolf (1735–1783) wird vorgestellt und sein offenbares wissenschaftlich-geologisches Verständnis herausgearbeitet. Der Rest der Trogener Variante ist eine typische Regionalanpassung von Ungars Vorlage, in der auch die Gesteinskunde deutlich Raum einnimmt.